# Vuelta a España 2025/14. Etappe
Die 14. Etappe der Vuelta a España 2025 findet am 6. September 2025 statt und endet mit der siebten Bergankunft der 80. Austragung. Die Strecke führt das spanische Etappenrennen von Avilés über 135,9 Kilometer auf die Alto de la Farrapona, wo sich das Ziel auf einer Höhe von 1708 Metern bei den Lagos de Somiedo befindet. Nach der Zielankunft werden die Fahrer insgesamt 2244,6 Kilometer absolviert haben, was 70,4 % der Gesamtdistanz der Rundfahrt entspricht.

## Streckenführung
Nach dem Start in Avilés führt die Strecke auf hügligem Terrain auf der AS-17, AS-373, AS-233 und AS-372 nach Vega de Anzo. Danach geht es auf der N-634 bis kurz vor Oviedo. Von hier aus erfolgt die Auffahrt auf die Alto de Tenebredo, die nach 69,5 Kilometern als Bergwertung der 3. Kategorie überquert wird. Nach der anschließenden Abfahrt beginnt die Straße erneut leicht anzusteigen und es geht tiefer ins Landesinnere, wobei in Entrago bei Kilometer 89,9 der einzige Zwischensprint und Bonussprint ausgefahren wird. Kurz darauf beginnt die Auffahrt auf den Puerto de San Lorenzo (1346 m), der als Anstieg der 1. Kategorie klassifiziert wurde. Dieser weist auf einer Länge von 10,1 Kilometern eine durchschnittliche Steigung von 8,5 % auf und wird 33,8 Kilometer vor dem Ziel überquert. Nach der anschließenden Abfahrt wird La Riera erreicht, ehe die Straße auf der AS-227 erneut zu steigen beginnt. Wenig später biegen die Fahrer links auf die SD-1 ab, die auf die Alto de la Farrapona führt.
Der Schlussanstieg auf die Alto de la Farrapona wird mit einer Länge von 16,9 Kilometern angegeben, wobei die Auffahrt eigentlich unmittelbar nach der Abfahrt vom Puerto de San Lorenzo beginnt. Die durchschnittliche Steigung liegt dabei bei 5,9 %. Die ersten elf Kilometer weisen nur geringe Steigungsprozente von rund 4 % auf. Einzig nach fünf Kilometern wird ein steileres Stück erreicht, das für zwei Kilometer mit rund 8 % bergauf führt. Auf den letzten sechs Kilometern verändert sich die Charakteristik des Anstiegs jedoch stark. Hier liegt die Durchschnittssteigung bei rund 10 %. Im Ziel wird auf einer Höhe von 1708 Metern eine Bergwertung der 1. Kategorie abgenommen.
|                                      | Ort                   | Kilometer | Länge (km) | Höhe (m) | Ø Steigung |
| ------------------------------------ | --------------------- | --------- | ---------- | -------- | ---------- |
| Start                                | Avilés                | 0,0       |            |          |            |
| Bergwertung (3. Kategorie Kategorie) | Alto de Tenebredo     | 69,5      | 5,8        | 510      | 6,5 %      |
| Zwischensprint                       | Entrago               | 89,9      |            |          |            |
| Bonussprint                          | Entrago               | 89,9      |            |          |            |
| Bergwertung (1. Kategorie)           | Puerto de San Lorenzo | 102,1     | 10,1       | 1346     | 8,5 %      |
| Bergwertung (1. Kategorie)           | Alto de la Farrapona  | 135,9     | 16,9       | 1708     | 5,9 %      |
| Ziel                                 | Alto de la Farrapona  | 135,9     |            |          |            |

## Ergebnis
| \| Etappenergebnis \| Etappenergebnis \| Etappenergebnis \| Etappenergebnis \| Etappenergebnis \| \| Fahrer \| Fahrer \| Land \| Team \| Zeit \| \| --------------- \| --------------- \| --------------- \| --------------- \| --------------- \| |        |      |      |      |
| |        |      |      |      |
| Quelle: ProCyclingStats |        |      |      |      |
| Etappenergebnis |        |      |      |      |
| Fahrer | Fahrer | Land | Team | Zeit |

## Gesamtstände
| \| Gesamtwertung \| Gesamtwertung \| Gesamtwertung \| Gesamtwertung \| Gesamtwertung \| \| Fahrer \| Fahrer \| Land \| Team \| Zeit \| \| ------------- \| ------------- \| ------------- \| ------------- \| ------------- \| |        |      |      |      |
| |        |      |      |      |
| Quelle: ProCyclingStats |        |      |      |      |
| Gesamtwertung |        |      |      |      |
| Fahrer | Fahrer | Land | Team | Zeit |

| Punktewertung | Punktewertung | Punktewertung | Punktewertung | Punktewertung |
| Fahrer        | Fahrer        | Land          | Team          | Punkte        |
| ------------- | ------------- | ------------- | ------------- | ------------- |

| Bergwertung | Bergwertung | Bergwertung | Bergwertung | Bergwertung |
| Fahrer      | Fahrer      | Land        | Team        | Punkte      |
| ----------- | ----------- | ----------- | ----------- | ----------- |

| Nachwuchswertung | Nachwuchswertung | Nachwuchswertung | Nachwuchswertung | Nachwuchswertung |
| Fahrer           | Fahrer           | Land             | Team             | Zeit             |
| ---------------- | ---------------- | ---------------- | ---------------- | ---------------- |

| Mannschaftswertung | Mannschaftswertung | Mannschaftswertung | Mannschaftswertung |
| Team               | Team               | Land               | Zeit               |
| ------------------ | ------------------ | ------------------ | ------------------ |